# Miss Universe Colombia 2025
Miss Universe Colombia 2025 conocido como Miss Universe Colombia, el reality será la sexta edición del certamen de belleza nacional Miss Universe Colombia, organizado y transmitido por Canal RCN. La gala final se celebrará en agosto de 2025 donde la actual reina, Daniela Toloza, coronará a su sucesora.

## Formato
Por primera vez, el certamen será realizado en formato de docu-reality, compuesto por diez episodios de dos horas cada uno, transmitidos por el Canal RCN. Este nuevo enfoque busca mostrar el proceso de formación y selección de la representante nacional al Miss Universo como parte de un programa de telerrealidad, con énfasis en liderazgo, comunicación, cultura general y preparación física.

## Dinámica
El concurso inicia con una preselección de 64 candidatas (dos por cada departamento), quienes competirán por representar oficialmente a su región. Durante el primer episodio, estas participantes se enfrentarán en duelos departamentales evaluados por un panel de expertos. Solo una candidata por departamento continuará en la competencia, conformando un grupo de 32 semifinalistas.
Estas 32 candidatas vivirán en una casa estudio, donde participarán en pruebas de pasarela, etiqueta, inglés, cultura general, entrevistas, pruebas físicas, entre otras actividades formativas y evaluativas. La convivencia y el desarrollo de estas pruebas se mostrarán en los episodios del programa.
La gran final, correspondiente al décimo capítulo, será transmitida en vivo. El público y el jurado participarán en la elección: primero, seis candidatas serán seleccionadas por votación popular, y diez por el jurado. Si hay coincidencias, los siguientes puntajes más altos del público ingresarán hasta completar 16 semifinalistas.
En la siguiente ronda, el público elegirá a una candidata y el jurado a otras cuatro, conformando el grupo final de cinco concursantes. Estas deberán responder preguntas del jurado, y la ganadora será definida según el puntaje total de esa etapa. También se elegirán cuatro finalistas más (virreina y princesas), quienes podrán reemplazar a la ganadora en caso de impedimento.

## Candidatas
| Candidata              | Nombre                        |
| ---------------------- | ----------------------------- |
| Amazonas               | Rebeca Castillo               |
| Antioquia              | Vanessa Pulgarín Monsalve     |
| Arauca                 | Adriana Hernández Jaimes      |
| Atlántico              | Nayla Piña Vélez              |
| Bogotá D.C.            | Mariana Morales               |
| Bolívar                | Clara Cortés                  |
| Boyacá                 | Mabell Sánchez                |
| Caldas                 | Yennifer Loaiza Zamora        |
| Caquetá                |                               |
| Casanare               | Dayana Ángulo                 |
| Cauca                  | Marlyn Dinas                  |
| Cesar                  | Adriana Marcela Brand Leiva   |
| Chocó                  | Yorladis Gutiérrez            |
| Córdoba                | Lizeth Paola Cuether López    |
| Cundinamarca           | Isabela Córdoba               |
| Guainía                |                               |
| Guajira                |                               |
| Guaviare               |                               |
| Huila                  | Adriana Lucia Riasco López    |
| Magdalena              | Sofia Donado Rojas            |
| Meta                   | Ana María Tavera Lozano       |
| Nariño                 | Cavylla Valencia Cuero        |
| Norte de Santander     | Natalia Bayona Carrillo       |
| Putumayo               | Brenda Briyith Bedoya         |
| Quindío                | Michel González               |
| Risaralda              | Ángela Viviana Arcila Agudelo |
| San Andrés, P. y S. C. | Marvelis Watson               |
| Santander              | Gloria Mutis Rincón           |
| Santander              | Ariana Pérez Alfaro           |
| Tolima                 | Carolina Hernández            |
| Valle                  | Eliana Duque                  |
| Vaupés                 |                               |
| Vichada                |                               |